# Бережинка (Новгородківська селищна громада)
Бережи́нка — село в Україні, у Новгородківській селищній громаді Кропивницького району Кіровоградської області. Населення становить 125 осіб.

## Історія
У 1856 році поміщицею Левицькою було переселено частину селян з села Оситняжки і на правій стороні балки Гайдамацької, що впадає в річку Лозоватка, виникло село Миколаївка. Інше село, засноване поміщицею, отримало назву від балки Бережинка, на лівому березі якої воно розташувалося. За десятиліття до цього, у верхів'я балки, вже було переселено 18 дворів селян з Єлисаветградського повіту. Господарем нового села Лозоватка і переселених селян був поміщик Хвостов.
Трохи згодом за селами Миколаївка, Бережинка і Лозоватка і закріпилася спільна назва — Бережинка, різниця була лише за прізвищами поміщиків.
Нижче за течією Лозоватки виникають і інші поселення. Так, за даними «Списку населених місць Херсонської губернії…» на 1859 рік вже 5 населених пунктів краю входили до Лозоватської волості Олександрійського повіту:
- село Лозоватка (Бережинка, Хвостовка, Хвойнова) — 18 дворів (59 ч., 56 ж.);
- село Миколаївка (Левицької) — 18 дворів, (72 ч., 73 ж.);
- село Бережинка (Левицької) — винокурний завод;
- хутір Венедиктовка (Авдотіївка) — 15 дворів, (62 ч., 58 ж.);
- село Миколаївка (Бужинських) — 8 дворів, (27 ч., 25 ж.)

У селі Бережинка працювала винокурня, як кустарний цех по вигону горілки. Винокурня розміщувалася в маєтку поміщиці Левицької біля річки Лозоватка. Спочатку була збудована з дерева, пізніше — з каменю. Окрім основних будівель були і додаткові — солодівня із сушаркою і коморою і навіть баня.
В статистичних даних Російської імперії зазначалося, що це край багатий на чорноземи, граніт, каолін і т. д. «Скрізь оголення граніту, між балками Кам'янкою-Лозоваткою він показується і на степу у вигляді не високих скель, що видалися із землі; на хуторі Венедиктовка камінь знайшли на глибині 16 арш., пройшовши 1 арш. чорнозему, 10 арш. глини і 4 арш. піску. У Лозоватці (Хвостова) зустрічаються поклади каоліну, але не чистого, а завжди з крупинками кварцу… Підґрунтова вода знаходиться досить глибоко (8-12 саж.). Водоносний пласт знаходиться під піском і навіть на камені. Глибина чорнозему лежачого скрізь на глині, різна, починаючи від 3-4 верш. до 1 аршина; місцями зустрічаються чорноземні оазиси».
Новим кроком до освоєння і заселення земель сучасної Бережинки була реформа 1861 року про відміну кріпацтва та подальші реформи 60-70-х років 19 століття. В результаті проведених реформ, незважаючи на їх половинчатість і незавершеність, більшість кріпосного населення, припинила обов'язкові відносини з поміщиками перейшла на положення селян-власників. А це в свою чергу дало змогу їм вільно пересуватися, купувати та обживати нові землі. Так, за даними переписів населення 1859 і 1886 років кількість господарств в селах Лозоватка і Миколаївка збільшується майже вдвоє.
На 1908 рік в селі Бережинка, за даними «Списку землевласників Олександрійського повіту Херсонської губернії» найзаможнішою була сім'я Костюченків — Костюченко Леонід Павлович, Костюченко Катерина Павлівна, Костюченко Степанида Павлівна. Кожен з них мав у своїй власності по 20 десятин орної землі.
Створений на початку 30-х років колгосп «Нове життя» в селі Бережинка на той час вважався одним із найкращих в районі за виконанням державного плану по розвитку тваринництва. Головою господарства (1931—1951 рр.) був Костюченко Іван Леонідович.
В 1951 році відбулося укрупнення колективних господарств — чотири колгоспи «Наша сила», «Нове життя», «Пролетар», «Іскра» були об'єднані в одне господарство «Іскра», з центральною садибою в Новоандріївка.

## Населення
Згідно з переписом УРСР 1989 року чисельність наявного населення села становила 148 осіб, з яких 58 чоловіків та 90 жінок.
За переписом населення України 2001 року в селі мешкало 125 осіб.

### Мова
Розподіл населення за рідною мовою за даними перепису 2001 року:
| Мова       | Відсоток |
| ---------- | -------- |
| українська | 92,00 %  |
| російська  | 6,40 %   |
| білоруська | 1,60 %   |